# 姫路市立花田中学校
姫路市立花田中学校（ひめじしりつ はなだちゅうがっこう）は、兵庫県姫路市花田町小川にある公立中学校。

## 沿革
戦後の学制改革により花田村に設置された中学校が本校の出発点である。校地の確保と校舎の建設が大きな課題であったことから花田村をはじめとする周辺の小規模な町村は組合立中学校の設立を検討する。御国野村等との組合立を模索したが校地問題などで折り合いがつかず、結局花田中は組合設立や他校との統合・分離等を経験しないまま現在に至っている。
- 1947年（昭和22年）4月22日 - 花田村立花田中学校設立。校舎は花田小の一部を借用。
- 1957年（昭和32年）10月1日 - 花田村の姫路市への編入により姫路市立花田中学校に改称。

## 部活動

### 運動部
- 野球部
- 陸上競技部
- 女子バスケットボール部
- 女子バレーボール部
- 男子ソフトテニス部
- 卓球部

### 文化部
- 美術部
- 筝曲部

## 校区
以下の小学校の通学区域。
- 姫路市立花田小学校

## 交通アクセス
- 西日本旅客鉄道（JR西日本）播但線 野里駅より2.6km
- 姫路駅北口バスターミナル、神姫バス71・73・74系統「小川」バス停より北へ800m

## 校区が隣接している学校
- 姫路市立四郷学院
- 姫路市立東中学校
- 姫路市立城山中学校
- 姫路市立増位中学校
- 姫路市立東光中学校
- 姫路市立山陽中学校